# Internet Explorer 7
O Windows Internet Explorer 7 é a sétima versão do navegador Internet Explorer criado pela Microsoft. Lançado em 18 de outubro de 2006, foi lançado depois de cinco anos após o Internet Explorer 6 e sucedido pelo Internet Explorer 8 lançado em 19 de março de 2009. Esta versão contém mudanças drásticas, tanto na segurança, quanto na aparência: a retirada do logo do Windows, a retirada da barra de menus (por padrão, podendo ser alterado), unificação e retirada de botões da barra de ferramentas, além da inclusão do sistema de abas e um campo de pesquisa (já presente em outros navegadores).
Essa versão também altera o nome, que de Microsoft Internet Explorer, passa a ser Windows Internet Explorer. A mudança foi por causa da integração do navegador a linha de serviços web da Microsoft, o Windows Live.

## Versões
- A primeira versão beta foi lançada em Julho de 2005.
- A segunda versão beta foi lançada em Janeiro de 2006, chamado de "Internet Explorer 7.0 Beta 2 Preview".
- A terceira versão beta foi lançada em Maio, é lançada em inglês, alemão, árabe e finlandês.
- A quarta versão beta se divide no lançamento dos "Builds Beta 3" e "Release Candidates" 1 e 2.
- A quinta versão do Internet Explorer 7 é lançada como versão final, disponível para download em 18 de Outubro de 2006.

## Betas
O primeiro beta foi lançado em Julho de 2005, o segundo a Janeiro de 2006, chamado de "Internet Explorer 7.0 Beta 2 Preview", e em Maio, é lançado uma nova versão não somente na versão inglês, mas também em alemão, árabe e finlandês. Após isso, seguiu-se o lançamento de builds Beta 3, Release Candidates 1 e 2 e finalmente a versão final, que saiu na data de 18 de Outubro de 2006.

## Mudanças e novidades
- Diminuiu a integração à Shell do Windows: agora não é mais integrado ao Windows Explorer, passando a ser uma aplicação independente.
- Mais elaborados recursos de privacidade e segurança.
- Modo de segurança opcional, que permite ao utilizador rodar o navegador sem nenhum complemento ativo.
- Modo protegido (recurso exclusivo para o Windows Vista) que impede que códigos rodem fora de um ambiente protegido e com privilégios administrativos, minimizando riscos.

| Requisitos mínimos de sistema |                                                                    |
| Processador                   | Superior a 233 MHz                                                 |
| Sistema operacional           | Windows XP SP2 Windows XP Pro. x64 Edition Windows Server 2003 SP1 |
| Memória RAM                   | 64 MB                                                              |
| Espaço disponível no HD       | 12 MB                                                              |
| Propriedades de vídeo         | Resolução SVGA (800×600) 256 cores                                 |
| Conexões                      | Internet                                                           |

- Mudanças drásticas na interface, tornando-a mais atraente e simples.
- Suporte à navegação em abas (guias), com uma novidade chamada de "Guias rápidas" que permite ao usuário ver miniaturas de todas as abas abertas em tempo real.
- Tecnologia AntiPhishing.
- Suporte à linguagem RSS 2.0 (Really Simple Syndication).
- Mecanismo de pesquisa embutido na interface com suporte a diferentes provedores de busca.
- Ferramenta de impressão drasticamente melhorada e com novos recursos inclusos.
- Ferramenta de zoom para facilitar a visualização de páginas e imagens.
- Maior suporte aos padrões da Web especificados pela W3C.
- A Microsoft requeria que o Windows fosse genuíno para poder a instalação do Internet Explorer, mas ela própria voltou atrás e lançou outra versão do Internet Explorer sem o WGA.[1][2]

## Recursos

### Navegação
- Navegação com Guias: Permite que o usuário navegue em quantos sites desejar sem que seja necessário abrir uma nova janela ao clicar em um link ou simplesmente abir uma nova navegação em outro site. Com a navegação em guias, o usuário pode alternar entre as guias clicando sobre o nome da página (nome da guia) ou acessando o modo Guias Rápidas, que é um mosaico que exibe todas as guias abertas no Internet Explorer.
- Formulário de Pesquisa Instantânea: Criada para o usuário pesquisar dados na internet diretamente da barra de endereço e escolher o buscador desejado para refinar a pesquisa.
- Nova Exclusão do Histórico de Navegação: A opção de exclusão do histórico de navegação foi simplificada para que o usuário exclua em uma única janela os arquivos temporários, os Cookies, históricos das páginas navegadas, informações digitadas nos formulários (como senhas) escolhendo as por categorias selecionadas ou tudo de vez.
- Central de Favoritos: É uma simplificação que reúne e gerencia os favoritos, feeds RSS e o histórico.
- Zoom: Amplia ou reduz textos, imagens e alguns controles (como o SWF). O ajuste padrão é 100%, que exibe os itens em seus tamanhos originais conforme publicados. O Zoom ampliado ou reduzido pode afetar na qualidade de imagem do documento da internet.
- Leitor de Feeds RSS: Inscreve e visualiza conteúdos em feed RSS, possibilitando que o usuário se informe de dados atualizados (quando disponível).
- Acesso Direto ao Microsoft Update: Os conteúdos do Microsoft Update podem ser baixados pelo Internet Explorer 7 acessando no Windows:  Iniciar> Internet Explorer> Ferramentas> Windows Update . A Microsoft Update possui atualizações cruciais e opcionais para um melhor desempenho do computador segundo a Microsoft ( ad. ref. do MS Update)

### Segurança
- Filtro de Phishing: Protege a navegação contra ataques de phishing, sites fraudulentos (que roubam dados do internauta) e falsos. O filtro utiliza três métodos proteção contra scams de phishing. O filtro compara o endereço dos sites visitados com a lista de sites em que a Microsoft identifica como legítimo. A seguir essa lista é salva no computador. Depois, o filtro auxilia a verificar se o site visitado pelo usuário tem características de sites de phishing. Com a autorização do usuário, o filtro envia alguns endereços de sites para a Microsoft, para que sejam verificados se uns desses sites pertencem à lista de sites relatados de phishing. Se o site visitado se coincidir com a lista de sites relatados de phishing, a Internet Explorer exibe uma página de aviso e uma notificação na barra de endereços. Na página de aviso, o usuário preferencialmente continua a navegar ou fecha a página. Se o site tiver características de um site phishing, segundo o Internet Explorer, o navegador alerta de que possivelmente esta pode ser uma página de phishing. O usuário pode verificar manualmente se o site é relatado como phishing.
- Maior Nível de Segurança Configurado Por Padrão: Este nível configurado pode ser útil contra os ataques de hackers e demais ataques na internet.
- A barra de Status de Segurança: Informa a identidade (Certificado de Segurança) de sites seguros para que o usuário com essas informações decida se deve ou não prosseguir com a transferência de informações. Ideal ao utilizar um serviço bancário ou comprar algo.
- Modo de Complementos desativados:  Este modo inicia normalmente o Internet Explorer sem as barras de ferramentas, controles ActiveX e todos os complementos. Ideal uso para caso o computador venha demonstrar lentidão devido ao Internet Explorer.

## Requisitos mínimos
- Processador:  com 233 MHz ou superior.
- Sistema Operacional: Windows XP com Service Pack 2, Windows Server 2003 com Service Pack 1, ou Windows Vista. Sendo todos originais.
- Memória RAM: de 64 MB.
- Espaço livre no disco rígido:  de 12 MB.
- Vídeo: Resolução de 800 x 600 ou superior. Monitor com suporte a 256 cores ou superior.
- Rede: Conexão Dial-Up ou superior.[2][3][5]